# 北海道道994号中春別俵橋線
北海道道994号中春別俵橋線（ほっかいどうどう994ごう なかしゅんべつたわらばしせん）は、北海道野付郡別海町と標津郡中標津町を結ぶ一般道道である。

## 概要

### 路線データ
- 起点：北海道野付郡別海町中春別東町（北海道道8号根室中標津線交点）
- 終点：北海道標津郡中標津町俵橋（国道272号交点）
- 総距離：19.2 km

## 歴史
- 1981年（昭和56年）2月17日 - 路線認定[1]。

## 地理

### 通過する自治体
- 根室振興局
  - 野付郡別海町
  - 標津郡中標津町

### 主な接続道路
別海町
- 北海道道8号根室中標津線 - 中春別東町（起点）

中標津町
- 国道272号 - 俵橋（終点）